# أغير الطقس معك
أغير الطقس معك (باليابانية: 天気の子، بالروماجي: Tenki no Ko) هو فيلم أنمي رومانسي ياباني، عرض في 19 يوليو 2019، وهو من تأليف وإخراج ماكوتو شينكاي. فكرة الفيلم تتمحور حول صبي في المدرسة الثانوية يهرب إلى طوكيو ويصادق فتاة يتيمة تبدو قادرة على التلاعب بالطقس. إنتج الفيلم بواسطة كل من كوميكس ويف فيلمز و Genki Kawamura و Story Inc. يذكر أن الموسيٍقى كانت من تأليف الموسيقى راد ويمبس.
تم عرض الفيلم في 19 يوليو 2019، وبعد صدوره بيوم واحد، تم نشر رواية جديدة من تأليف ماكوتو شينكاي، وكانت لأحد أعماله الأصلية. وكانت المانغا التي اقتبس منها الفيلم، قد صُدِرَتْ قبل موعد الفيلم بأيام في مجلة كودانشا الشهرية بشكل متسلسل، وكان ذلك تحديداً في 25 يوليو 2019. تم اختيار الفيلم من ضمن الأفلام المرشحة لجائزة الأوسكار لأفضل فيلم بلغة أجنبية في حفل توزيع جوائز الأوسكار الـ 92. و يُعتبر هذا الفلم هو أول فلم أنمي ياباني يتم ترشيحه لهذه الفئة بعد فلم الأميرة مونونوكي للمخرج هاياو ميازاكي عام 1998.  كما حصل الفيلم على أربعة ترشيحات لجائزة آني بما في ذلك أفضل فيلم رسوم متحركة مستقلة، مما يجعله ثالث فيلم أنمي بعد كل من المخطوفة (فيلم 2001) وممثلة الألفية يحصل على أربعة ترشيحات، وهي أعلى نسبة لفيلم أنيمي في  جوائز آني.
تمكن الفيلم كذلك من الوصول إلى المركز السادس كأعلى فلم أنمي إيرادًا في تاريخ السينما اليابانية. حقق الفيلم إيارادت قاربت 14 بليون ¥ ين ياباني أي ما بعادل 181.7 مليون $ دولار أمريكي، ويصبح بذلك، أكثر أفلام الأنيمي تحقيقاً للإيرادات في 2019 بعد تجاوزه فلم المحقق كونان 23 (القبضة اللازوردية)، احتل الفيلم كذلك بهذه الإيرادات بالمركز السادس في قائمة أعلى أفلام الأنمي دخلا.

## القصة
القصة تتحدث عن هادوكا الطالب في المرحلة الثانوية الذي غادر منزله في جزيرة معزولة وانتقل إلى طوكيو لكنه سرعان ما تحطم، بعد أن عاش أيامه معزولًا يجد أخيرًا عملًا ككاتب لدى مجلة مشبوهة وغامضة، بعد أن بدأ عمله في تلك الوظيفة أصبحت الجو ممطرًا يومًا بعد يوم، في زاوية مزدحمة من المدينة يقابل هادوكا فتاة شابة تدعى هينا، تعيش هينا مع أخيها الأصغر بسبب ظروف معينة لكن حياتهما مبتهجة ومتماسكة، هينا تملك أيضًا قدرة خاصة: القدرة على إيقاف المطر وتصفية السماء.

## الشخصيات

### شخصيات أساسية
- امانو هينا:[12]
  - أداء موري نانا
  - ھینا وأخوھا الصغیر یعیشان معًا، لكنھا تحظى بحیاة مبھجة. وتتمتع ھینا بقدرة إیقاف المطر وتبدید الغیوم من السماء.
- موريشيما هوداكا:[13]
  - أداء دايجو كوتارو
  - يعمل كاتب في مجلة
  - یغادر ھوداكا موریشیما، طالب في المدرسة الثانویة، منزله في جزیرة معزولة. وینتقل إلى طوكیو، لكنھ على الفور ینھار ثم یلتقي مع فتاة شابة تدعى ھینا أمانو.

### شخصيات ثانوية
- ناتسومي:
  - أداء الصوت: ھوندا تسوباسا
  - ھي طالبة فضولیة تعمل في محل استودیو صغیر
- سوقا كیسیوكي:
  - أداء الصوت: أغوري شون
  - سوقا ھو كاتب في محل استودیو صغیر.
- یاسوي:
  - أداء الصوت: ھیرایزومي سي
- تاتشیبانا تومي:
  - أداء الصوت: بایشو تشیكو
  - تومي ھي جدة تاتشیبانا تاكي.
- أمانو ناغي:
  - أداء الصوت: كیریو ساكورا
  - طالب في المدرسة المتوسطة. على الرغم من أنھ لا یزال طفلًا، إلا أنه یحظى بشعبیة لدى الفتیات بسبب نضجه.
- تاكاي:
  - أداء الصوت: كاجي یوكي

## الإيرادات
في 9 ديسمبر 2019، كسر الفيلم حاجز 12 مليار ين من خلال بيعه أكثر من 9 ملايين تذكرة، يصبح الفلم عاشر فلم ياباني يصل إلى هذا الرقم وسابع أعلى أفلام الأنمي تحقيقًا للأرباح في تاريخ السينما اليابانية، وليتمكن بذلك من تجاوز فلم مهب الريح للمخرج القدير هاياو ميازاكي الذي جمع 12.02 مليار ين. الفلم تمكن كذلك من الوصول إلى المركز السادس كأعلى فلم أنمي إيرادًا في تاريخ السينما اليابانية. حقق الفيلم إيارادت قاربت 14 بليون ¥ ين ياباني أي ما بعادل 181.7 مليون $ دولار أمريكي، ويصبح بذلك، أكثر أفلام الأنيمي تحقيقاً للإيرادات في 2019 بعد تجاوزه فلم المحقق كونان 23، احتل الفيلم كذلك بهذه الإيرادات بالمركز السادس في قائمة أعلى أفلام الأنمي دخلا. يذكر أن آخر فلم قد تجاوز 10 مليارات ين هو فيلم اسمك، لنفس المخرج في عام 2016.

## روابط خارجية
- أغير الطقس معك على موقع IMDb (الإنجليزية)
- أغير الطقس معك على موقع ميتاكريتيك (الإنجليزية)
- أغير الطقس معك على موقع روتن توميتوز (الإنجليزية)
- أغير الطقس معك على موقع نتفليكس (الإنجليزية)
- أغير الطقس معك على موقع ألو سيني (الفرنسية)
- أغير الطقس معك على موقع أول موفي (الإنجليزية)
- أغير الطقس معك على موقع فيلمافينيتي (الإسبانية)
- أغير الطقس معك على موقع قاعدة بيانات الأفلام السويدية (السويدية)
- أغير الطقس معك على موقع قاعدة بيانات الفيلم (الإنجليزية)
- أغير الطقس معك على موقع ليتربوكسد (الإنجليزية)